# Abdelkader Bennikous
 (octobre 2009).
Si vous disposez d'ouvrages ou d'articles de référence ou si vous connaissez des sites web de qualité traitant du thème abordé ici, merci de compléter l'article en donnant les références utiles à sa vérifiabilité et en les liant à la section « Notes et références ».
Abdelkader Bennikous est un homme politique algérien né le 30 janvier 1923 à Collo, près de Skikda (Algérie) et décédé dans la même ville le 5 octobre 1992.

## Biographie
À 20 ans, il a été enseignant à la Médersa d'Azzaba ainsi que dans d'autres écoles sur le territoire algérien. Il a été militant et ancien moudjahid. 
Il a été aussi formateur des inspecteurs au sein du Ministère de la jeunesse et des sports avant d'être secrétaire général de l'UGTA en Algérie durant 3 mandats (1969 à 1978).